# Квебек Ремпартс
«Квебек Ремпартс» (фр. Remparts de Québec) — молодёжный хоккейный клуб из города Квебек, провинция Квебек, Канада. Выступает в Главной юниорской хоккейной лиге Квебека (QMJHL).

## История

### Первый период
Клуб был основан в 1969 группой инвесторов. В 1971 выиграла Мемориальный кубок. Пятикратный чемпион ГЮХЛК. С 1985 по 1988 клуб нигде не выступал, а с 1988 выступал под другим названием.

### Второй период
«Квебек Ремпартс» был возрождён в 1997. В 2006 вновь выиграл Мемориальный кубок. Клуб является одним из популярнейших в лиге — его матчи посещают 8000 зрителей за игру.

## Известные игроки
Категория:Игроки ХК «Квебек Ремпартс»